# برایان شاتس
برایان شاتس (به انگلیسی: Brian Schatz) (‎/ʃɑːts/‎; زادهٔ ۲۰ اکتبر ۱۹۷۲) سناتور ایالت هاوائی در سنای ایالات متحده آمریکا است که برای نخستین‌بار در ۲۶ دسامبر ۲۰۱۲ به‌عضویت این مجلس درآمد. وی در زمرهٔ سناتورهای گروه سوم است که به‌مدت ۶ سال در سنا حضور دارند و تا تاریخ ۳ ژانویه ۲۰۱۷ در این مجلس خواهد بود.